# René Rémond
René Rémond (Lons-le-Saunier, 30 september 1918 - Parijs, 14 april 2007) was een Frans historicus en politicoloog.
Hij was sinds 1998 lid van de Académie française.

## Werken
- Lamennais et la démocratie, Presses universitaires de France, 1948
- La Droite en France, de la 1re Restauration à la Ve République, Aubier-Montaigne, 1954 (1968, 2 dln, 3e ed.)
- Histoire des États-Unis, Presses universitaires de France, 1959 (1972, 7e ed.)
- Les catholiques, le Communisme et les Crises, A. Colin, 1960
- Les États-Unis devant l'opinion française (1815-1852), A. Colin, 1963, 2 dln
- Les Deux Congrès ecclésiastiques de Reims et Bourges (1896–1900), Sirey, Paris, 1964
- La Vie politique en France. 1. 1789-1848, A. Colin, 1965 (1971, 3e ed.)
- La Vie politique en France. 2. 1848-1879, A. Colin, 1969 (1971, 2e ed.)
- Introduction à l'histoire de notre temps. 1. L'Ancien Régime et la Révolution, 1750-1815, Éd. du Seuil, 1974
- Introduction à l'histoire de notre temps. 2. Le XIXe siècle, 1815-1914, Éd. du Seuil, 1974
- Introduction à l'histoire de notre temps. 3. Le XXe siècle, de 1914 à nos jours, Éd. du Seuil, 1974
- L'Anticléricalisme en France de 1815 à nos jours, Fayard, 1976 (1985, 2e ed.; 1999, 3e ed.)
- Vivre notre histoire: entretien avec Aimé Savard, Le Centurion, 1976
- Édouard Daladier, chef de gouvernement, Presses de la Fondation nationale des sciences politiques, 1977
- La France et les Français en 1938-1939, Presses de la Fondation nationale des sciences politiques, 1978
- La Règle et le Consentement. Gouverner une société, Fayard, 1979
- Le Retour de De Gaulle, Complexe, 1983
- Contribution aux Essais d’ego-histoire dirigés par Pierre Nora, Gallimard, 1987
- Notre siècle (1918–1988), (met Jean-François Sirinelli), Fayard, 1988 (bijgewerkte ed. 1992, 1995, 2003)
- Âge et politique (medeauteur), Economica, 1991
- Valeurs et politique, Beauchesne, 1992
- Paul Touvier et l'Église (medeauteur), Fayard, 1992
- La politique n’est plus ce qu'elle était, Calmann-Lévy, 1993
- Le Catholicisme français et la Société politique, Éditions de l'Atelier, 1995
- Le Fichier juif (medeauteur), Plon, 1996
- Les Crises du catholicisme en France dans les années trente, Le Seuil, 1996
- Religion et société en Europe aux XIXe et XXe siècles. Essai sur la sécularisation, Le Seuil, 1996
- Une laïcité pour tous, Textuel, 1998
- La politique est-elle intelligible?, Complexe, 1999
- Les Grandes Inventions du christianisme, Bayard, 1999
- Regard sur le siècle, Presses de Sciences Po, 2000
- Le Christianisme en accusation, Desclée de Brouwer, 2000 (Albin Michel, 2005, 2e ed.)
- Discours de réception à l’Académie française, Fayard, 2000
- Du mur de Berlin aux tours de New York. Douze années pour changer de siècle (met François Azouvi), Bayard, 2002
- Une mémoire française, Desclée de Brouwer, 2002
- La République souveraine, Fayard, 2002
- Les Droites aujourd'hui, Louis Audibert, 2005
- Le Nouvel Anti-christianisme, Desclée de Brouwer, 2005
- Quand l’État se mêle de l'Histoire, Stock, 2006